# Johann Andreas von Segner
Johann Andreas von Segner, também Jan Andrej Segner ou János András Segner (Preßburg, 9 de outubro de 1704 – Halle, Saale, 5 de outubro de 1777), foi um matemático, físico e médico alemão. Uma roda d'água que leva seu nome é conhecida como precursora da turbina Pelton.

## Vida
Conhecido como um dos mais destacados cientistas naturais de sua época, foi membro da Academia de Ciências da Prússia (1746), da Royal Society (1738) e da Academia de Ciências da Rússia (1753). De 1751 a 1753 foi membro ordinário da Academia de Ciências de Göttingen.
Está sepultado no Stadtgottesacker em Halle, Saale.

Roda d'água de Segner

## Obras
- Specimen logicae universaliter demonstratae. (Ienae1740) Reprint herausgegeben mit English Einleitung von Mirella Capozzi, Bologna: CLUEB, 1990.
- In contemplationibus hydraulicis pergit. (Gottingae 1746)
- Deutliche und vollständige Vorlesungen über die Rechenkunst und Geometrie: zum Gebrauche derjenigen, welche sich in diesen Wissenschaften durch eigenen Fleiß üben wollen. (Lemgo 1747)
- Einleitung in die Naturlehre. (Göttingen 1750)
- Superficies fluidorum concavas ostendit. (Gottingae 1750)
- Programma Qvo Principivm Parsimoniae Vniversaliter Demonstratvr Atqve Dissertatio Inavgvralis Medica Indicitvr. (Gottingae 1754)
- Cursus mathematici. (5 Bände, Halle 1758–1768)
- Anfangsgründe der Arithmetic, Geometrie und der geometrischen Berechnungen, aus d. Lat. übers. (Halle 1773)